# Luca Mazzanti
Luca Mazzanti (Bolonya, Emília-Romanya, 4 de febrer de 1974) és un ciclista italià, ja retirat, professional des del 1997 al 2013. En el seu palmarès destaca una victòria d'etapa al Giro d'Itàlia de 2005.

## Palmarès
- 1998
  - 1r al Gran Premi Brissago - Giro del Lago Maggiore
  - 1r al Gran Premi de Fourmies - La Voix du Nord
- 2001
  - Vencedor d'una etapa de la Ster Elektrotoer
- 2003
  - Vencedor d'una etapa de la Setmana Internacional Coppi i Bartali
- 2005
  - 1r al Giro d'Oro
  - 1r al Gran Premi de la indústria i l'artesanat de Larciano
  - 1r al Gran Premi Fred Mengoni
  - 1r dels Due Giorni Marchigiana
  - Vencedor d'una etapa del Giro d'Itàlia
- 2006
  - Vencedor d'una etapa del Giro del Trentino
- 2007
  - 1r al Gran Premi de Lugano

### Resultats al Tour de França
- 1999. 137è de la classificació general

### Resultats al Giro d'Itàlia
- 1997. 41è de la classificació general
- 1998. Abandona
- 2002. 67è de la classificació general
- 2003. Abandona
- 2004. 46è de la classificació general
- 2005. 39è de la classificació general. Vencedor d'una etapa
- 2006. 20è de la classificació general
- 2007. 31è de la classificació general
- 2008. 47è de la classificació general
- 2009. 42è de la classificació general
- 2010. 79è de la classificació general
- 2011. 103è de la classificació general
- 2012. 116è de la classificació general